# Мозжорин, Юрий Александрович
Ю́рий Алекса́ндрович Мозжо́рин (28 декабря 1920 — 15 мая 1998) — советский учёный, один из организаторов и руководителей работ в области советской ракетно-космической науки, генерал-лейтенант-инженер. Герой Социалистического Труда. Лауреат Ленинской премии и Государственной премии СССР.
Заместитель начальника НИИ-4, директор ЦНИИмаш, доктор технических наук (1958), профессор (1964) и заведующий кафедрой МФТИ, академик Российской академии космонавтики имени К. Э. Циолковского.

## Биография
Родился 28 декабря 1920 года в деревне Орехово Московской области (ныне в черте Москвы) в семье железнодорожного служащего.
С отличием окончив школу, в 1938 году поступил в Московский авиационный институт (МАИ), мечтая о специализации в аэродинамике. В 1940 году перешёл в Московский авиационный технологический институт, в который из МАИ и ряда других вузов были отобраны лучшие студенты.
Во время Великой Отечественной войны он добровольцем-минометчиком оказался в разгаре боёв под Вязьмой, где в августе 1941 года получил тяжёлое ранение. После него он добился возвращения в армию. Сначала Мозжорина направили в училище связи бронетанковых войск, но вскоре, убедившись в том, что он почти готовый авиационный инженер, перевели в Военно-воздушную инженерную академию имени Н. Е. Жуковского в лабораторию новейшей техники. Здесь он проходил дополнительные курсы подготовки специалистов по экспериментальной аэродинамике и в 1945 году получил диплом с отличием военного инженера-механика.
Мозжорин встретил 1947 год в аппарате только что созданного ракетного управления Главного артиллерийского управления, которое в 1951 году выделилось в самостоятельное Главное управление ракетного вооружения (ГУРВО), и где закладывались основы командования будущих Ракетных войск стратегического назначения (РВСН). Его стремление досконально познать ракетную технику характеризует тот факт, что, будучи уже крупным начальником и известным специалистом, он нашёл для себя возможным пройти Высшие инженерные курсы при Московском высшем техническом училище имени Н. Э. Баумана, на которых переучивались на инженеров-ракетчиков специалисты других профессий, и наряду с ними выполнил и успешно защитил дипломную работу — проект перспективной ракеты дальнего действия.
В 1955 году Мозжорин был переведён в головной научно-исследовательский институт ракетных войск — НИИ-4 — заместителем начальника, руководителем баллистической специальности. На институт постановлениями ЦК КПСС и Совета Министров СССР о создании первой в мире межконтинентальной баллистической ракеты (МБР) была возложена головная роль по разработке новых радиотехнических систем траекторных измерений, техническому и технологическому проектированию полигонного измерительного комплекса (ПИК).
В течение 1955—1956 годов под руководством Мозжорина был разработан эскизный проект ПИКа, затем технический проект, и в августе 1956 года начаты строительные работы на измерительных пунктах по трассе испытаний МБР. В конце этого и начале следующего года промышленностью страны была изготовлена и поставлена на строящийся космодром Байконур вся аппаратура, предусмотренная проектом. В 1-м квартале 1957 года первая очередь ПИКа, включающая в себя семь измерительных пунктов, была введена в эксплуатацию и полностью обеспечила летные испытания первой МБР.
Таким образом, в 1956—1961 годах под научным руководством Мозжорина был создан первый в мире космический командно-измерительный комплекс, представляющий собой сложную совокупность быстро совершенствующихся систем наземных средств обеспечения полётов ИСЗ, АМС и пилотируемых кораблей, включающую в себя средства навигации аппаратов и управления ими, телеметрические средства, средства связи и телевидения, системы единого времени, координационно-вычислительные центры и, наконец, средства поисково-спасательного комплекса. По существу, Мозжорин заложил в НИИ-4 основы научной школы разработки и практического применения наземных средств обеспечения космических полётов.
По рекомендации С. П. Королёва и Г. А. Тюлина 31 июля 1961 года Мозжорин оказался на посту директора — научного руководителя НИИ-88 Государственного комитета СССР по оборонной технике — головной организации ракетно-космической промышленности. Под руководством Мозжорина НИИ-88 вырос в получивший всемирную известность Центральный научно-исследовательский институт машиностроения, который выполняет в России основные научно-организаторские и научно-исследовательские функции в области создания и применения ракетно-космической техники.
В 1962—1991 годах Мозжорин заведовал базовой кафедрой «Аэромеханика» факультета аэрофизики и космических исследований Московского физико-технического института.
Возраст и здоровье заставили Мозжорина в 1990 году уйти с руководящей должности. В последние годы он уделял всё большее внимание исследованию истории ЦНИИмаша и всей отрасли. Он активно сотрудничал в комиссии РАН по разработке научного наследия пионеров освоения космического пространства, руководил секцией истории РКТ Королёвских научных чтений.
Скончался 15 мая 1998 года. Похоронен на Троекуровском кладбище, участок 4.

## Память
- В г. Королёве в честь него названа площадь, на которой установлен памятник Ю. А. Мозжорину[4]. Автор — скульптор А. И. Рукавишников
- Именем Мозжорина названа малая планета (астероид) 24602 Mozzhorin, открытая Людмилой Васильевной Журавлёвой 3 октября 1972 года в Крымской астрофизической обсерватории[5].

## Награды и премии
- Указом Президиума Верховного Совета СССР от 17 июня 1961 года за обеспечение успешного полёта Ю. А. Гагарина в космическое пространство Мозжорину Юрию Александровичу присвоено звание Героя Социалистического Труда с вручением ордена Ленина и золотой медали «Серп и Молот».
- Награждён двумя орденами Ленина, орденом Октябрьской Революции, орденом Отечественной войны 1-й и 2-й степени, двумя орденами Красной Звезды, а также российским орденом «За заслуги перед Отечеством» 4-й степени, медалями.
- Лауреат Ленинской премии (1958).
- Лауреат Государственной премии СССР (1984).
- Почётный гражданин города Королёв (1995)[6].